# Coptocephala
Coptocephala is een geslacht van kevers uit de familie bladkevers (Chrysomelidae).
De wetenschappelijke naam van het geslacht werd in 1837 gepubliceerd door Louis Alexandre Auguste Chevrolat.

## Soorten
- Coptocephala aeneopicta (Fairmaire, 1884)
- Coptocephala arcasi Baguena, 1960
- Coptocephala brevicornis Lefèvre, 1872
- Coptocephala cavernalis Medvedev, 1993
- Coptocephala chalybaea Germar, 1824
- Coptocephala crassipes crassipes Lefèvre, 1876
  - = Coptocephala crassipes Lefèvre, 1876
- Coptocephala curlettii (Medvedev & Regalin, 1998)
- Coptocephala cyanea Tan, 1992
- Coptocephala cyanocephala Lacordaire, 1848
- Coptocephala dedicata Kantner & Bezdek, 2007
- Coptocephala destinoi Fairmaire, 1884
- Coptocephala dilatipes Pic, 1923
- Coptocephala fossulata Lefèvre, 1872
- Coptocephala furthi Medvedev, 1992
- Coptocephala gebleri Gebler, 1841
- Coptocephala hellenica Warchalowski, 1991
- Coptocephala hellenica Warchalowski, 1991
- Coptocephala jaechi Warchalowski, 1991
- Coptocephala judaea Medvedev, 1992
- Coptocephala kabakovi Medvedev, 1978
- Coptocephala kantneri (Erber & Medvedev, 2004)
- Coptocephala klassi Medvedev, 2006
- Coptocephala linnaeana Petitpierre & Alonso-Zarazaga, 2000
- Coptocephala longimaculata Erber & Medvedev, 2002
- Coptocephala maharensis Takizawa, 1990
- Coptocephala mandibularis Medvedev, 1993
- Coptocephala massiliensis Pic, 1914
- Coptocephala monrosi (Medvedev & Regalin, 1998)
- Coptocephala namibica Medvedev, 1993
- Coptocephala nigromaculata (Medvedev, 1993)
- Coptocephala normandi Pic, 1914
- Coptocephala orientalis (Medvedev, 2003)
- Coptocephala panousei Kocher, 1959
- Coptocephala peresi (Vauloger de Beaupré, 1895)
- Coptocephala perrisi (Desbrochers des Loges, 1870)
- Coptocephala plagiocephala (Fabricius, 1792)
- Coptocephala pubescens Medvedev, 2006
- Coptocephala raffrayi Desbrochers des Loges, 1870
- Coptocephala regalini (Medvedev, 2003)
- Coptocephala rubicunda Laicharting, 1781
  - Coptocephala rubicunda rubicunda (Laicharting, 1781)
  - = Clytra rubicunda Laicharting, 1781
- Coptocephala rungsi Pic, 1953
- Coptocephala scopolina Linnaeus, 1767
  - Coptocephala scopolina floralis (Olivier, 1791)
    - = Clytra floralis Olivier, 1791

  - Coptocephala scopolina kuesteri Kraatz, 1872
    - = Coptocephala melanocephala Küster, 1847
    - = Coptocephala kuesteri Kraatz, 1872
- Coptocephala sefrensis Pic, 1897
- Coptocephala simillima Lodewyckx, 1995
- Coptocephala trinotata (Medvedev & Beenen, 2005)
- Coptocephala unicolor (Lucas, 1845)
- Coptocephala unifasciata Scopoli, 1763
- Coptocephala xiangchengensis Tang, 1992
- Coptocephala zhaosuensis Tan in Huang, Han & Zhang, 1985
- Coptocephala zulusica Medvedev, 1987